# Leptopelis argenteus
Espèce
Synonymes
- Hylambates argenteus Pfeffer, 1893
- Leptopelis argenteus meridionalis Schiøtz, 1975 nec Laurent, 1973
- Leptopelis broadleyi Poynton, 1985

Statut de conservation UICN

 LC  : Préoccupation mineure
Leptopelis argenteus est une espèce d'amphibiens de la famille des Arthroleptidae.

## Répartition
Cette espèce se rencontre en Tanzanie, au Kenya, au Mozambique au Malawi et au Zimbabwe.

## Publication originale
- Pfeffer, 1893 : Ostafrikanische Reptilien und Amphibien, gesammelt von Herrn Dr. F. Stuhlmann im Jahre 1888 und 1889. Jahrbuch der Hamburgischen Wissenschaftlichen Anstalten, vol. 10, p. 71-105 (texte intégral).